# John D. LeMay
John David LeMay (ur. 29 maja 1962 roku w Saint Paul w Minnesocie) – amerykański aktor filmowy i telewizyjny.

## Życiorys
LeMay urodził się 29 maja 1962 roku w Saint Paul w Minnesocie. Jako nastolatek wyprowadził się do Normal w Illinois. Chodził do Normal Community High School, gdzie występował w szkolnych przedstawieniach jako aktor i śpiewak. Chodził też do Illinois State University i zdobył stopień licencjatu nauki, a także ukończył podwójny przedmiot w muzyce i w muzycznym teatrze. Wyprowadził się do Los Angeles, by grać w telewizji. Wystąpił między innymi w serialu The Facts of Life.
W późniejszych latach osiemdziesiątych zasłynął rolą Ryana Dalliona w serialu Friday the 13th. W 1993 roku zagrał Stevena Freemana w filmie Piątek, trzynastego IX: Jason idzie do piekła.
Grał też w krótkich serialach, takich jak Eddie Dodd i Over My Dead Body. Oprócz tego wystąpił też w takich filmach jak Nowi i Totally Blonde.
W 2010 roku zerwał z zawodem aktora.